# Inferència transductiva
En la lògica, la inferència estadística i l'aprenentatge supervisat, la transducció o la inferència transductiva és raonar des de casos observats i específics (entrenament) fins a casos específics (de prova). En canvi, la inducció és un raonament des de casos d'entrenament observats fins a regles generals, que després s'apliquen als casos de prova. La distinció és més interessant en els casos en què les prediccions del model transductiu no són assolibles per cap model inductiu. Cal tenir en compte que això és causat per la inferència transductiva en diferents conjunts de proves que produeixen prediccions mútuament inconsistents.
La transducció va ser introduïda per Vladimir Vapnik a la dècada de 1990, motivada per la seva opinió que la transducció és preferible a la inducció, ja que, segons ell, la inducció requereix resoldre un problema més general (inferir una funció) abans de resoldre un problema més específic (computar sortides per a casos nous).): "Quan resoleu un problema d'interès, no resolgueu un problema més general com a pas intermedi. Intenta obtenir la resposta que realment necessites, però no una de més general." Una observació similar havia fet anteriorment Bertrand Russell: "Arribarem a la conclusió que Sòcrates és mortal amb una major aproximació a la certesa si fem que el nostre argument sigui purament inductiu que si anem per "tots els homes són mortals" i després fem servir. deducció" (Russell 1912, cap VII).
Un exemple d'aprenentatge que no és inductiu seria el cas de la classificació binària, on les entrades tendeixen a agrupar-se en dos grups. Un gran conjunt d'entrades de prova pot ajudar a trobar els clústers, proporcionant així informació útil sobre les etiquetes de classificació. Les mateixes prediccions no es podrien obtenir a partir d'un model que indueixi una funció basada només en els casos d'entrenament. Algunes persones poden anomenar això un exemple d'aprenentatge semisupervisat estretament relacionat, ja que la motivació de Vapnik és força diferent. Un exemple d'algorisme en aquesta categoria és la màquina de vectors de suport transductiu (TSVM).
Una tercera motivació possible que condueix a la transducció sorgeix per la necessitat d'aproximar-se. Si la inferència exacta és computacionalment prohibitiva, almenys es pot intentar assegurar-se que les aproximacions són bones a les entrades de prova. En aquest cas, les entrades de prova podrien provenir d'una distribució arbitrària (no necessàriament relacionada amb la distribució de les entrades d'entrenament), que no estaria permesa en l'aprenentatge semisupervisat. Un exemple d'algorisme que entra en aquesta categoria és la màquina del comitè bayesià (BCM).